# Mydaea truncata
Mydaea truncata este o specie de muște din genul Mydaea, familia Muscidae. A fost descrisă pentru prima dată de Stein în anul 1914.
Este endemică în Kenya. Conform Catalogue of Life specia Mydaea truncata nu are subspecii cunoscute.